# 長綱連
長 綱連（ちょう つなつら）は、戦国時代から安土桃山時代の武将。能登畠山氏の家臣。

## 生涯
畠山氏の重臣である長続連の嫡男として生まれる。初め重連（しげつら）と名乗ったが、後に畠山義綱より偏諱を与えられて綱連に改名した。父・続連より家督を継承したのは義綱追放後の永禄10年（1567年）から元亀2年（1571年）の間とされている。元亀元年（1570年）に畠山義慶（義綱の子）政権で一新された年寄衆に温井景隆、平堯知、遊佐盛光、三宅長盛、長光連らと共に列した。天正2年（1574年）に義慶が死去するとそのまま義隆に仕え、父と共に能登畠山家の筆頭重臣として活躍する。天正4年（1576年）に義隆もに死去すると、その跡を継いだ春王丸の後見人となる。春王丸は幼少だったため、父と共に能登畠山氏の実権を掌握し主導した。
同年冬から越後の上杉謙信の侵攻を受けたが、父と共にこれを1度は撃退した。しかし天正5年（1577年）に再び謙信の侵攻を受け、その最中に春王丸も死去して窮地に陥ると、弟の連龍を使者として織田信長に援軍を要請した。しかし援軍が到着する前の9月15日、謙信と通じた遊佐続光や温井景隆らの裏切りによって、七尾城内で父や一族と共に殺された。享年38。